# Site de Vitozza

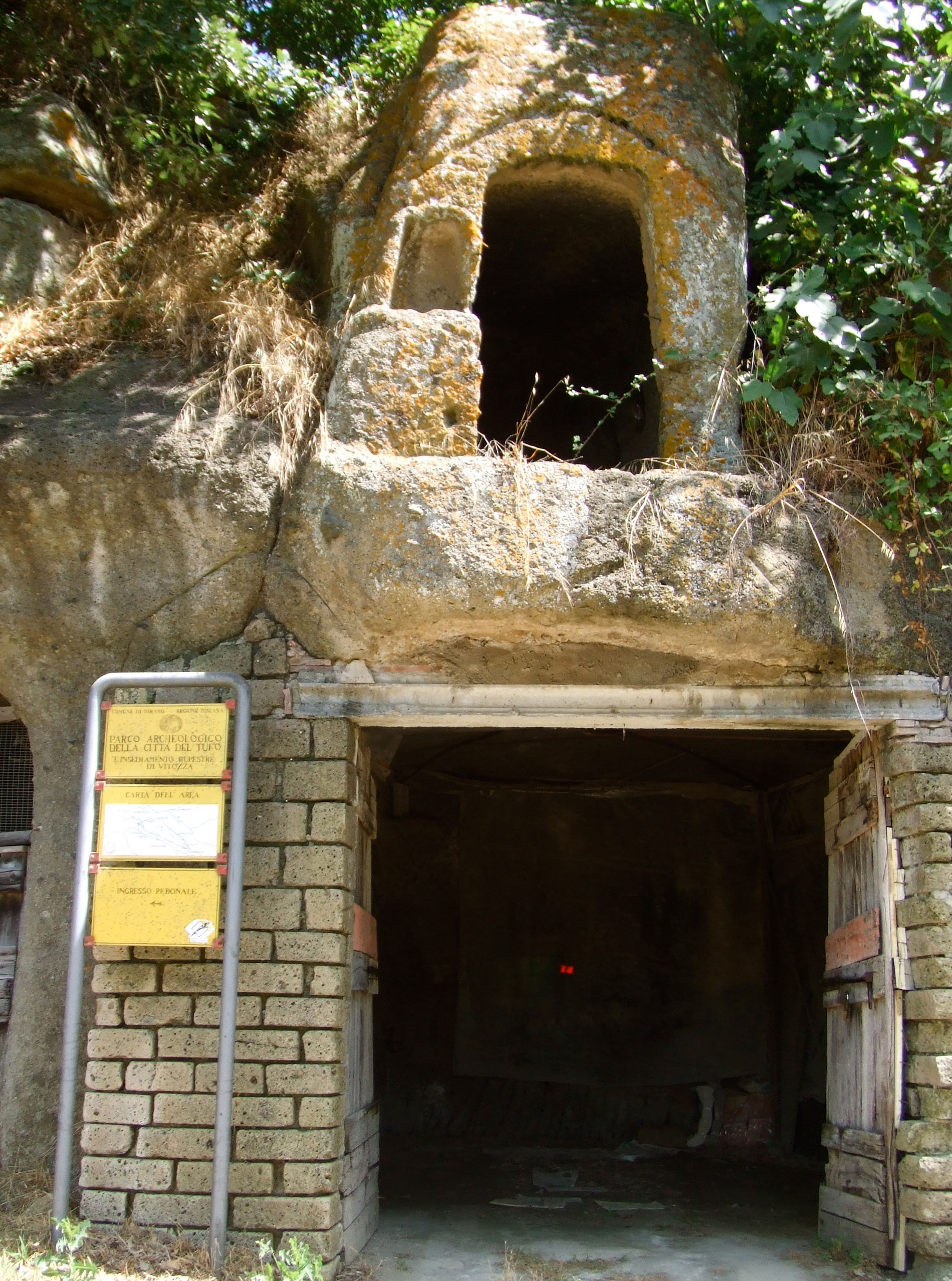
Entrée du site avec deux grottes superposées.

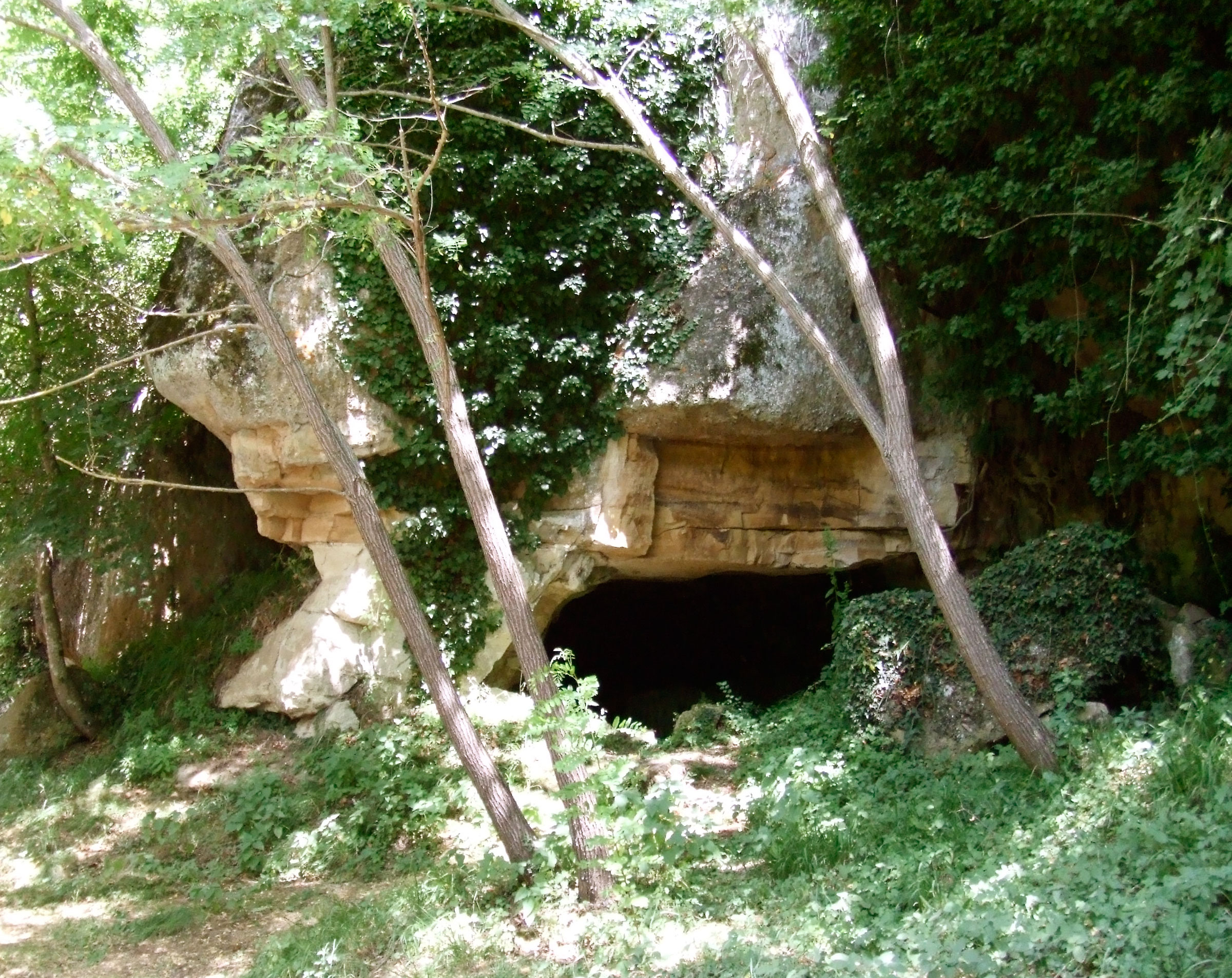
Entrée d'une des grottes.

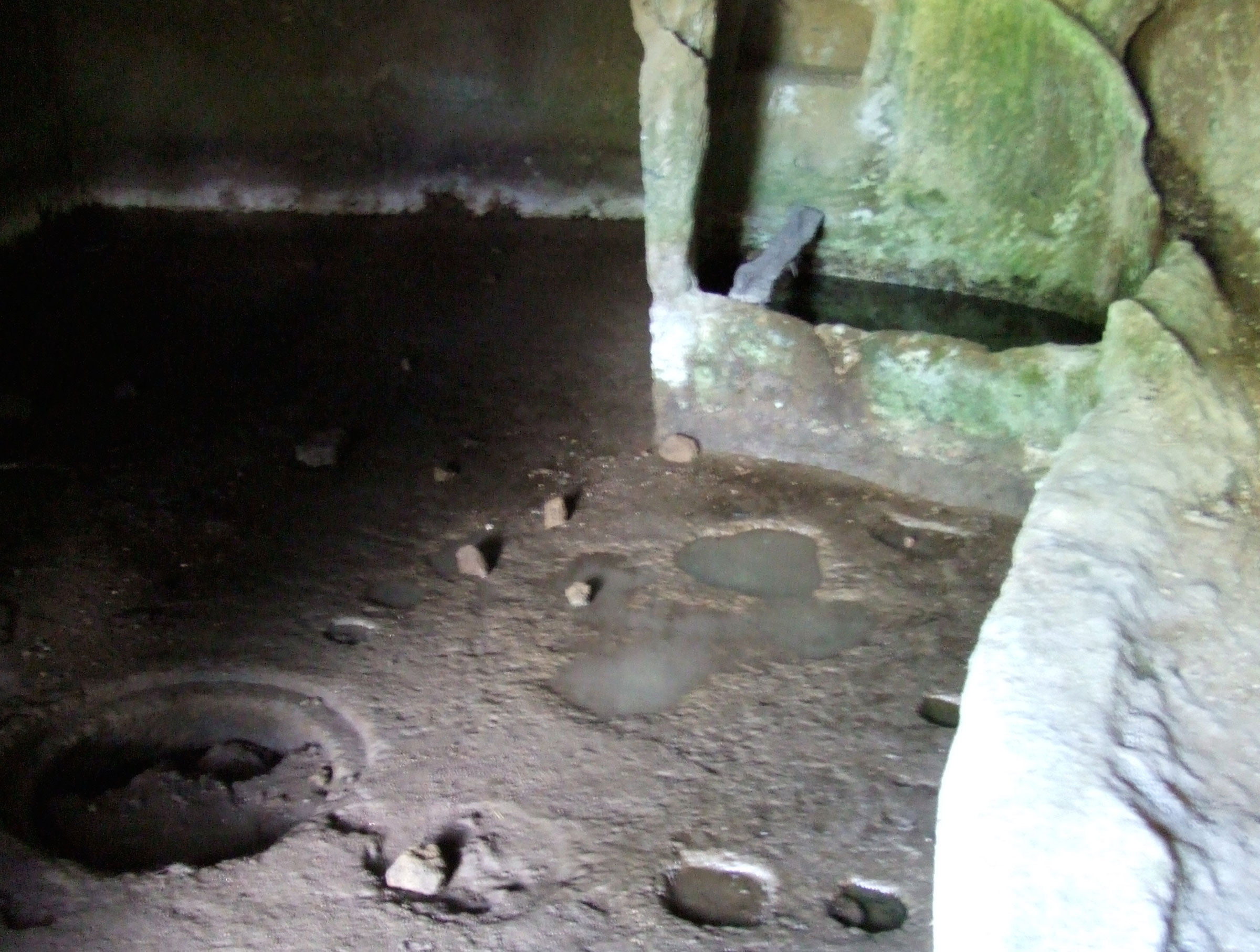
Intérieur aménagé d'une des grottes.

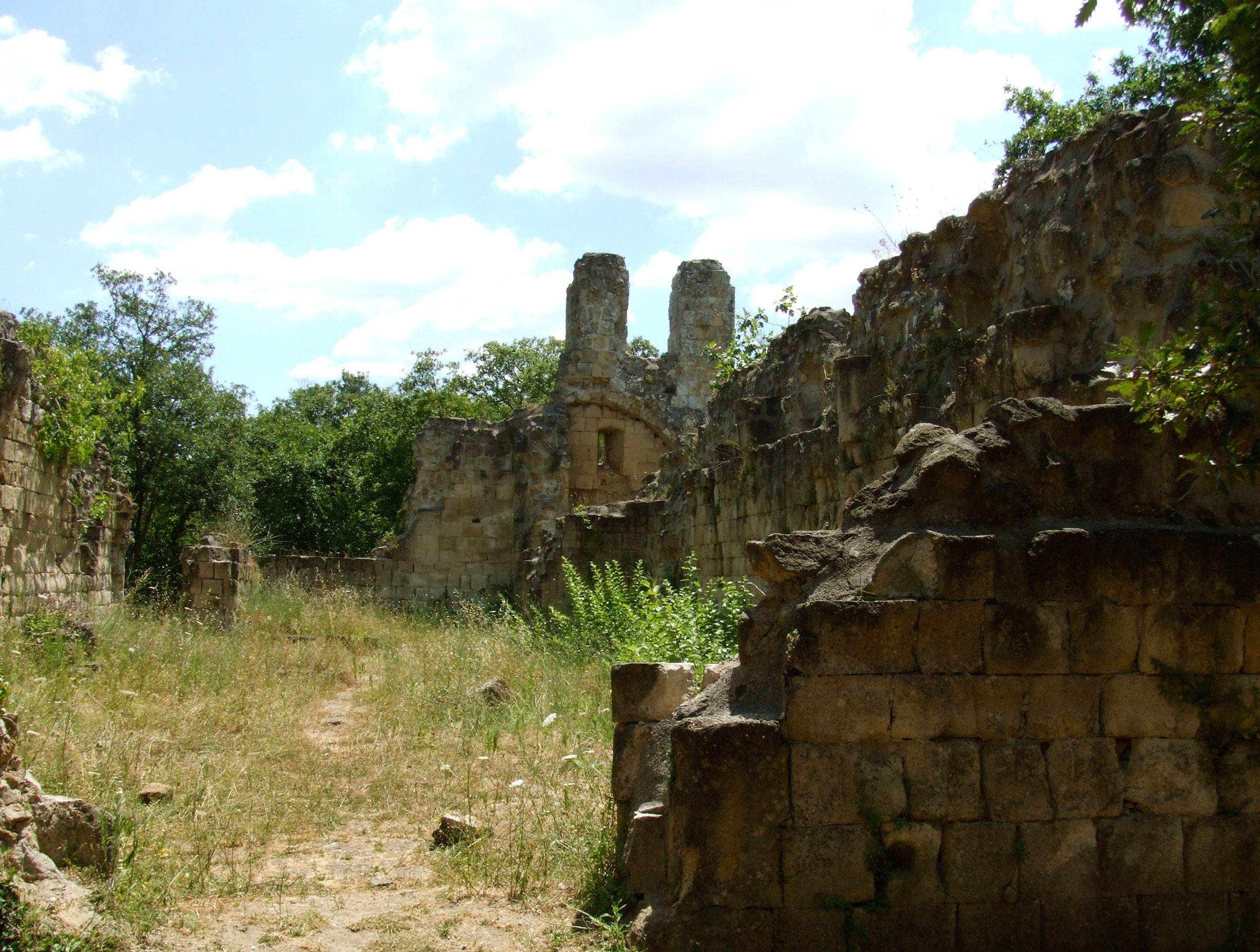
Ruines de la Chiesaccia.

Le site de Vitozza est un site troglodytique de la commune de Sorano, sur le territoire de sa frazione San Quirico,  dans la zone dite « Area del Tufo », le plus grand site rupestre de l'Italie.
Ce site rupestre de la vallée de la Lente, de plus de 200 grottes, a été fréquenté comme lieu d'habitation jusqu'au XVIIIe siècle.
Depuis, l'ensemble de la colline truffée de grottes et ses chemins (certains en Via Cava), est devenu un lieu touristique, fréquenté également par des activités équines, de promenade ou de cyclotourisme.

## Histoire
D'origine probablement étrusque (présence de Vie Cave), l'occupation du site est attestée au Moyen Âge par la présence des ruines d'une forteresse aldobrandesque.

## Édifices remarquables
- La grotte no 15, habitée en 1783 par Agostina, veuve Bartolomeo Brunetti, dite « la Riccia » (« aux cheveux bouclés ») et les traces d'un usage domestique du lieu.
- Le Primo castello
- Le Secundo castello
- La Chiesaccia
- Le columbarium